# Damietta (gouvernement)
Dimyat (Damietta, Arabisch: دمياط) is een gouvernement van Egypte aan de Middellandse Zee-kust in het noorden van het land. Met een oppervlakte van 589 vierkante kilometer is het een van de kleinste gouvernementen van Egypte. Eind 2006 woonden er circa 1,1 miljoen mensen. De hoofdstad van het gouvernement heet eveneens Damietta.